# Primera División de Chile 1969
Primera División de Chile 1969 var den chilenska högstaligan i fotboll för herrar för säsongen 1969, som slutade med att Universidad de Chile vann för andra gången.
Systemet som infördes 1968 modifierades något inför ligastarten 1969. Precis som 1968 inleddes det med två separata grupper, Metropolitano och Provincial, med 8 respektive 10 lag i varje. Efter att varje enskild serie avslutats så fick de fem främsta lagen i varje grupp med sig poäng in i nästa gruppspel. Nästa gruppspel bestod av två grupper, Zona A och Zona B, med 9 lag i varje. De tre bästa i varje grupp gick vidare till ett finalspel där mästaren korades, medan det sämsta lag i varje grupp mötte varandra för att spela en kvalmatch för att avgöra vilket lag som skulle åka ur serien.

## Kvalificering för internationella turneringar
- Copa Libertadores 1970
  - Vinnaren av Primera División: Universidad de Chile
  - Tvåan i Primera División: Rangers

## Torneo Metropolitano
| Plac. | Lag                  | S  | V | O | F | GM | IM | MSK | Poäng |
| ----- | -------------------- | -- | - | - | - | -- | -- | --- | ----- |
| 1     | Universidad de Chile | 14 | 9 | 5 | 0 | 34 | 16 | 18  | 23    |
| 2     | Unión Española       | 14 | 6 | 3 | 5 | 28 | 26 | 2   | 15    |
| 3     | Palestino            | 14 | 5 | 4 | 5 | 20 | 16 | 4   | 14    |
| 4     | Colo-Colo            | 14 | 6 | 2 | 6 | 36 | 35 | 1   | 14    |
| 5     | Audax Italiano       | 14 | 5 | 3 | 6 | 32 | 36 | -4  | 13    |
| 6     | Universidad Católica | 14 | 6 | 1 | 7 | 32 | 36 | -4  | 13    |
| 7     | Santiago Morning     | 14 | 4 | 3 | 7 | 28 | 31 | -3  | 13    |
| 8     | Magallanes           | 14 | 3 | 3 | 8 | 16 | 30 | -14 | 9     |

Lag 1-5 vidare med bonuspoäng till Torneo Nacional, lag 6-8 vidare utan bonuspoäng.

## Torneo Provincial
| Plac. | Lag                   | S  | V | O  | F  | GM | IM | MSK | Poäng |
| ----- | --------------------- | -- | - | -- | -- | -- | -- | --- | ----- |
| 1     | Rangers               | 18 | 7 | 8  | 3  | 25 | 22 | 3   | 22    |
| 2     | Green Cross-Temuco    | 18 | 8 | 5  | 5  | 32 | 24 | 8   | 21    |
| 3     | Everton               | 18 | 7 | 6  | 5  | 34 | 25 | 9   | 20    |
| 4     | Huachipato            | 18 | 6 | 8  | 4  | 25 | 19 | 6   | 20    |
| 5     | Unión La Calera       | 18 | 7 | 6  | 5  | 21 | 20 | 1   | 20    |
| 6     | Deportes La Serena    | 18 | 6 | 7  | 5  | 22 | 23 | -1  | 19    |
| 7     | O'Higgins             | 18 | 3 | 10 | 5  | 23 | 25 | -2  | 16    |
| 8     | Santiago Wanderers    | 18 | 4 | 8  | 6  | 24 | 27 | -3  | 16    |
| 9     | Deportes Concepción   | 18 | 5 | 5  | 8  | 16 | 23 | -7  | 15    |
| 10    | Antofagasta Portuario | 18 | 3 | 5  | 10 | 20 | 34 | -14 | 11    |

Lag 1-5 vidare med bonuspoäng till Torneo Nacional, lag 6-10 vidare utan bonuspoäng.

## Torneo Nacional

### Zona A
| Plac. | Lag                   | S  | V  | O | F | GM | IM | MSK | Poäng | Bonuspoäng |
| ----- | --------------------- | -- | -- | - | - | -- | -- | --- | ----- | ---------- |
| 1     | Colo-Colo             | 18 | 11 | 4 | 3 | 36 | 19 | 17  | 28    | 2          |
| 2     | Unión Española        | 18 | 8  | 4 | 6 | 29 | 26 | 3   | 24    | 4          |
| 3     | Rangers               | 18 | 7  | 5 | 6 | 26 | 28 | -2  | 24    | 5          |
| 4     | Audax Italiano        | 18 | 6  | 7 | 5 | 27 | 23 | 4   | 20    | 1          |
| 5     | Everton               | 18 | 5  | 6 | 7 | 30 | 29 | 1   | 19    | 3          |
| 6     | Deportes La Serena    | 18 | 6  | 5 | 7 | 24 | 25 | -1  | 17    | 0          |
| 7     | O'Higgins             | 18 | 7  | 3 | 8 | 21 | 29 | -8  | 17    | 0          |
| 8     | Antofagasta Portuario | 18 | 5  | 6 | 7 | 19 | 27 | -8  | 16    | 0          |
| 9     | Magallanes            | 18 | 5  | 5 | 8 | 27 | 34 | -7  | 15    | 0          |

Lag 1-3 till finalspel. Lag 9 till nedflyttningskval.

### Zona B
| Plac. | Lag                  | S  | V  | O  | F  | GM | IM | MSK | Poäng | Bonuspoäng |
| ----- | -------------------- | -- | -- | -- | -- | -- | -- | --- | ----- | ---------- |
| 1     | Santiago Wanderers   | 18 | 11 | 6  | 1  | 37 | 18 | 19  | 28    | 0          |
| 2     | Universidad de Chile | 18 | 9  | 2  | 7  | 29 | 23 | 6   | 25    | 5          |
| 3     | Green Cross-Temuco   | 18 | 5  | 7  | 6  | 25 | 21 | 4   | 21    | 4          |
| 4     | Huachipato           | 18 | 4  | 11 | 3  | 19 | 19 | 0   | 21    | 2          |
| 5     | Universidad Católica | 18 | 7  | 5  | 6  | 32 | 30 | 2   | 19    | 0          |
| 6     | Palestino            | 18 | 4  | 7  | 7  | 23 | 25 | -2  | 18    | 3          |
| 7     | Deportes Concepción  | 18 | 5  | 5  | 8  | 20 | 21 | -1  | 15    | 0          |
| 8     | Unión La Calera      | 18 | 4  | 6  | 8  | 21 | 32 | -11 | 15    | 1          |
| 9     | Santiago Morning     | 18 | 5  | 2  | 11 | 20 | 36 | -16 | 12    | 0          |

## Finalspel
| Plac. | Lag                  | S | V | O | F | GM | IM | MSK | Poäng |
| ----- | -------------------- | - | - | - | - | -- | -- | --- | ----- |
| 1     | Universidad de Chile | 5 | 4 | 1 | 0 | 10 | 4  | 6   | 9     |
| 2     | Rangers              | 5 | 3 | 1 | 1 | 10 | 8  | 2   | 7     |
| 3     | Green Cross-Temuco   | 5 | 2 | 1 | 2 | 6  | 4  | 2   | 5     |
| 4     | Unión Española       | 5 | 2 | 1 | 2 | 10 | 11 | -1  | 5     |
| 5     | Colo-Colo            | 5 | 1 | 2 | 2 | 8  | 10 | -2  | 4     |
| 6     | Santiago Wanderers   | 5 | 0 | 0 | 5 | 5  | 12 | -7  | 0     |

| Primera División Vinnare av Primera División 1969 |
| ------------------------------------------------- |
| Chile                                             |
| Universidad de Chile 7:e titeln                   |

## Nedflyttningskval
Magallanes höll sig kvar i högsta serien medan Santiago Morning åkte ur efter totalt 6-2 till Magallanes på två matcher.
|  |  | Magallanes | 4–1 | Santiago Morning | Santiago |  |
|  |  |            |     |                  |          |  |
|  |  |            |     |                  |          |  |
|  |  |            |     |                  |          |  |

|  |  | Santiago Morning | 1–2 | Magallanes | Santiago |  |
|  |  |                  |     |            |          |  |
|  |  |                  |     |            |          |  |
|  |  |                  |     |            |          |  |